# Ilisia maculata
Ilisia maculata är en tvåvingeart som först beskrevs av Johann Wilhelm Meigen 1804.  Ilisia maculata ingår i släktet Ilisia och familjen småharkrankar. Arten är reproducerande i Sverige. Inga underarter finns listade i Catalogue of Life.